# Neoaliturus obscurinervis
Neoaliturus obscurinervis är en insektsart som beskrevs av Lindberg 1958. Neoaliturus obscurinervis ingår i släktet Neoaliturus och familjen dvärgstritar. Inga underarter finns listade i Catalogue of Life.